# Sébastien Dodge
Sébastien Dodge, né le 18 septembre 1978, est un acteur, auteur et metteur en scène québécois.

## Biographie
Diplômé du Conservatoire d'art dramatique de Montréal en 2001 et cofondateur du Théâtre de la Pacotille et du Théâtre de la banquette arrière, il a joué dans une soixante-dizaine de productions scéniques.
Défenseur du genre comique, Dodge est un acteur qui se concentre sur le jeu corporel.
Il se fait remarquer dès sa sortie de l'école dans de nombreux rôles au théâtre, notamment dans Ervart ou les derniers jours de Friedrich Nietzsche dans une mise en scène de Michel Bérubé présentée à l’Usine C, Britannicus mis en scène par Martin Faucher au Théâtre Denise-Pelletier, Ubu roi, mis en scène par Normand Chouinard au Théâtre du Nouveau Monde et Une fête pour Boris de Denis Marleau, qui l’a amené au festival d'Avignon et en tournée européenne.
On a pu le voir dans des productions aussi diversifiées que Huis clos de Jean-Paul Sartre mis en scène par Lorraine Pintal au Théâtre du Nouveau Monde, Blanche-Neige d’Elfriede Jelinek, mis en scène par Martin Faucher à l’Espace Go, Dissidents de Philippe Ducros, mis en scène par Patrice Dubois à l'Espace Go et Un homme et deux patrons, mis en scène par Normand Chouinard dans le cadre du Festival Juste pour rire. Il a incarné Séraphin dans Viande à chien, l’adaptation des Histoires des pays d’en haut signée par Alexis Martin et mise en scène par Frédéric Dubois.
Il a aussi joué dans Grande écoute de Larry Tremblay, mis en scène par Claude Poissant à l’Espace Go, Caligula, mis en scène par René Richard Cyr au TNM et Jean dit d’Olivier Choinière au Centre du Théâtre d'Aujourd'hui.
En 2016, il est le narrateur de Toruk, production du Cirque du Soleil présentée au Centre Bell à Montréal, puis en tournée en Europe en 2019.
À la télévision, il a joué dans plusieurs séries telles que Une grenade avec ça ?, Providence et Fatale-Station.
Au cinéma, il a notamment interprété le rôle principal du court métrage Rubby pleine de marde de Jean-Guillaume Bastien, qui a remporté plusieurs prix et tourné à l’international[réf. nécessaire].
En 2007, il est en lice pour le Masque de l'interprétation masculine dans un rôle de soutien, pour son rôle dans Ubu Roi ,
Au début des années 2000, finissant du cégep de Valleyfield, il signe une trilogie sur la corruption politique avec Gaétan Paré, dans le cadre d’un projet de développement d’artistes locaux qui se produisaient durant l’été dans les parcs de Vaudreuil-Soulanges.
Il crée trois pièces en 2008, pourfendant le corporatisme (Suprême Deluxe, 2008), la médiocrité intellectuelle (La genèse de la rage, 2011) et le totalitarisme (La guerre, 2012), respectivement sur fond de science-fiction apocalyptique, de film d’horreur et d’épopée louisquatorzienne. La trilogie est présentée à la Salle Jean-Claude Germain du Théâtre d’Aujourd’hui.
En 2013, il écrit et met en scène Dominion, au théâtre de l’Espace Libre, 
Il crée Damnatio Memoria au Théâtre d’Aujourd’Hui en 2014 et, en 2016, Televizione au Théâtre de Quat'Sous. Il met aussi en scène Révolution à Laval, un texte de Guillaume Lagarde et produit par le théâtre PàP à l'Espace Go.
En 2017, il crée Repas de famille au théâtre des Grands Chênes

## Théâtre
- 2002 : Ervart : Bobby
- 2002 : American Buffalo : Steve
- 2003 : Trace de cloune : Divers
- 2004 : G-Zion : Capitaine York
- 2005 : Criminel : Docteur
- 2007 : Bitannicus : Narcisse
- 2007 : Kvetch : Frank
- 2007 : Ubu Roi : Capitaine Bordure
- 2007 : Rhapsodie Béton : Denis
- 2006-2009 : La fête Sauvage : Minou
- 2009 : Pour en finir avec...Feydeau : Constantin Stanislavski
- 2009-2010 : Une fête pour Boris : Johana
- 2010 : Le Moche : Lette
- 2010 : Huis Clos : Le garçon
- 2011 : Blanche Neige : Le chasseur
- 2011 : Piaf : Divers
- 2012 : L'anatomie du chien : Henri
- 2012 : Dissidents : L'homme
- 2012 : Province : Ti-caille
- 2012 : Hamlet est mort, gravité zéro : Mani
- 2013 : Un homme et deux patrons : Stanley
- 2013-2014 : Viande à chien : Séraphin
- 2014-2015 : Eden motel : La mouette
- 2014-2015 : Le journal d'Anne Frank : Fritz Pfeiffer
- 2015 : Grande écoute : Sony
- 2015 : Voiture américaine : Batak
- 2017 : Peer Gynt : Divers
- 2017 : Caligula : Metellus
- 2017 : Les enfants d'Adam : Martin
- 2018 : Jean Dit : Michel
- 2018 : Amour et information : Divers

## Filmographie

### Télévision
- 2003 : Smash :  Serveur mexicain
- 2007 : Providence : Johnny
- 2008 : Une grenade avec ça : Hugo
- 2012 : 30 Vies : Policier
- 2013 : Vrak la vie : Bruno l'hypnotiseur
- 2015-2016 : Madame Lebrun : Hypnotiseur
- 2016 : Fatal Station : Policier Tremblay
- 2017 : Quart de vie : Bastien-Guy Touchette

### Cinéma
- 2016 : Ruby pleine de marde : Denis

## Metteur en scène et auteur
- 2008 : Suprême Deluxe
- 2011 : La genèse de la rage
- 2012 : La Guerre
- 2013 : Dominion
- 2014 : Damnatio Memoriae
- 2016 : Révolution à Laval (texte de Guillaume Lagarde):  Mise en scène à L'Espace Go
- 2016 : Televizione
- 2017 : Repas de famille
- 2024 : Carton rouge (texte publié en 2024 à L'instant même: collection « L'instant scène »)

## Nominations
- 2007 : Masques (théâtre) : Nomination meilleure interprétation masculine : Ubu Roi, Capitaine Bordure (rôle de soutien)